# Armande Tremblay
Pour les articles homonymes, voir Tremblay.
Armande Tremblay, née le 27 mai 1895 à Villedieu-le-Château (Loir-et-Cher) et morte le 15 juin 1980 à Vendôme (Loir-et-Cher), est une Juste parmi les nations originaire d'Indre-et-Loire. La médaille lui est remise à titre posthume en 2001.

## Biographie
À la fin de l'été 1942, Armande Tremblay et son compagnon accueillent Jean Rotman, un enfant juif de Paris dont tout le reste de la famille est arrêté pendant la rafle du Vélodrome d'Hiver, puis réussit à s'échapper de la police et envoie chaque enfant à un endroit différent. Armande Tremblay fait scolariser l'enfant sous le nom de Jean Richard. 
Les habitants du village participent à la protection de l'enfant : le maire et le châtelain soutiennent tacitement la famille et le curé accueille régulièrement l'enfant à l'église. L'instituteur du village fournit des tickets de ravitaillement supplémentaires à la famille. L'enfant et la famille ne sont jamais dénoncés.

## Postérité
En 2001, elle reçoit la médaille de Juste parmi les nations.
En 2013, une école primaire Armande Tremblay est inaugurée à La Ferrière,.